# Segelfluggelände Kammermark

i7
i11
i13
Das Segelfluggelände Kammermark ist ein Flugplatz im Nordwesten des Landes Brandenburg. Betreiber ist die Flugplatzgemeinschaft Pritzwalk-Kammermark GbR (FPK), die aus Vertretern der Akademischen Fliegervereinigung Berlin und der Akaflieg gebildet wird.

## Gelände
Der Flugplatz befindet sich etwa sechs Kilometer nördlich der Stadt Pritzwalk an der Landstraße Richtung Preddöhl bei der Siedlung Kammermark. Er liegt in Ost-West-Ausrichtung auf einer Höhe von 88 m (289 ft) MSL und umfasst eine Fläche von 1100 × 200 Metern. Als Grasplatz hat er eine unbefestigte Start- und Landebahn, zwei Segelfluglandebahnen sowie eine Windenschleppstrecke.
In zirka zwei Kilometern Entfernung liegt südöstlich der Sonderlandeplatz Pritzwalk-Sommersberg EDBU.

### Zulassung
Der Platz ist für den Betrieb von Segelflugzeugen im Winden- und Flugzeugschleppstart, Motorsegler und Ultraleichtflugzeuge (UL) zugelassen. Motorflugzeuge mit bis zu 2000 kg höchstzulässiger Startmasse dürfen in Zusammenhang mit Flugzeugschlepps starten und landen. Die Motorflugplatzrunde liegt nördlich in 1000 ft MSL (700 ft bei ULs).

### Funkfrequenz
Die VHF-Sprechfunkfrequenz des Fluggeländes ist 123,505 MHz; Rufname der Bodenstation ist „Kammermark Start“.

## Anlagen

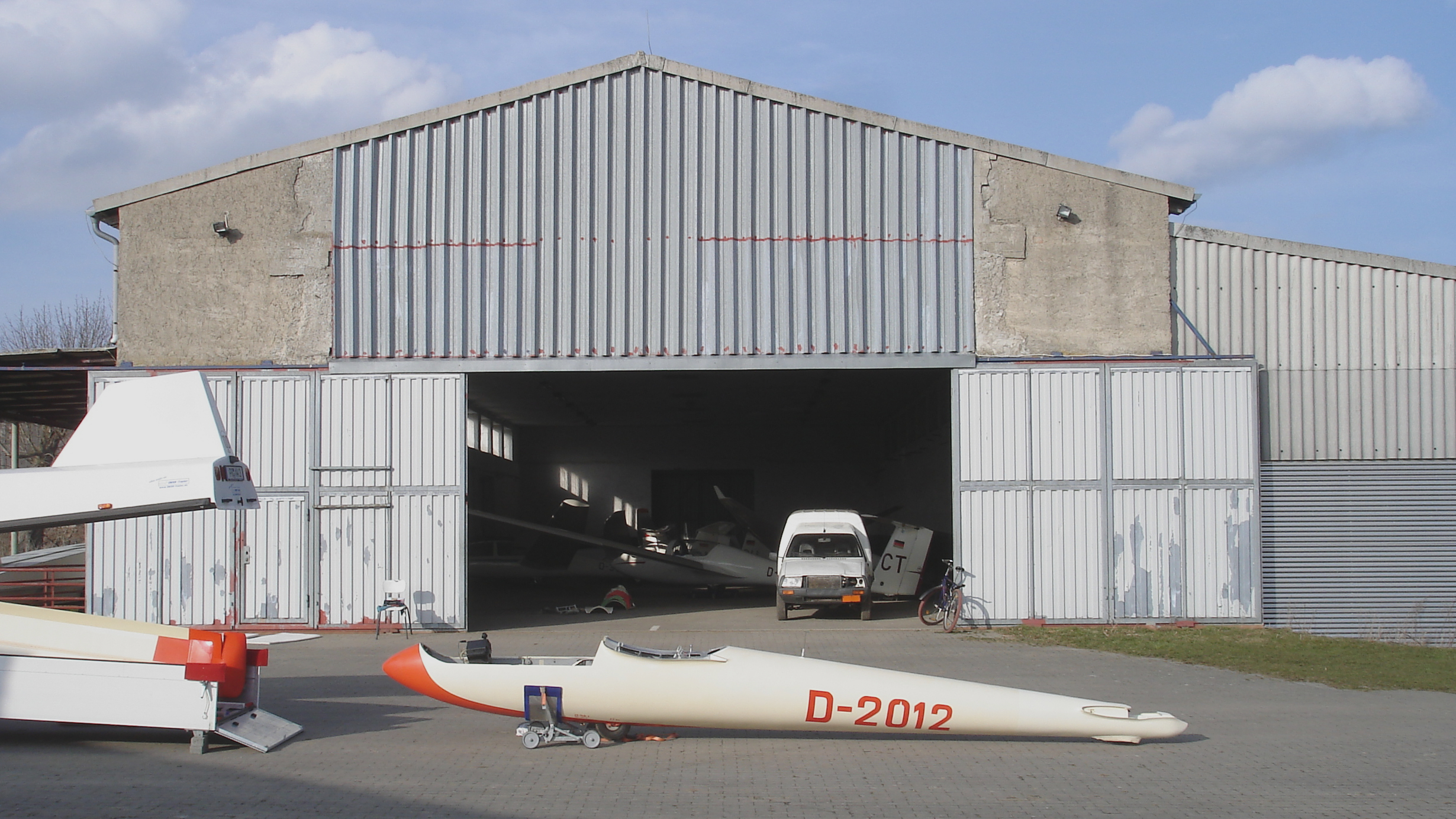
Segelflugzeughalle mit SB-5B-Rumpf

Seitlich der Segelflugzeughalle gibt es einen Hallenanbau, der hauptsächlich zur Hangarierung von Motorflugzeugen genutzt wird. Im ehemaligen Gutshaus befindet sich das Vereinsheim mit Flugvorbereitungs- und Schulungsraum, einer Küche und Schlafräumen. Werkstatt und Fahrzeughallen sind in einer ehemaligen Scheune, Stellplätze für Segelflugzeuganhänger unter Schleppdächern vorhanden.

## Infrastruktur

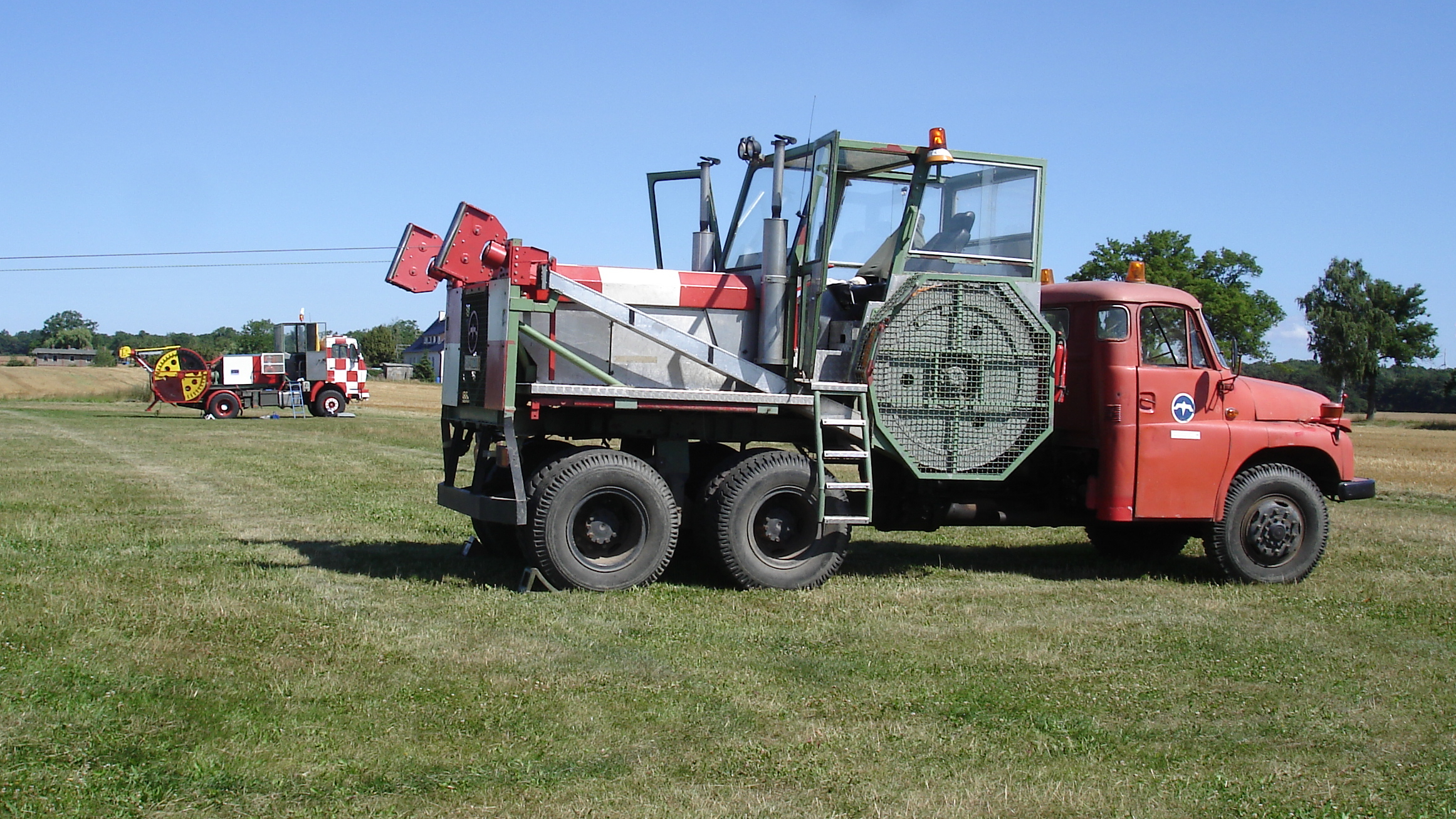
Flugbetrieb mit Startwinden der Akaflieg Berlin und des Flugtechnischen Vereins Spandau (im Hintergrund) während der Berliner Landesmeisterschaft 2013

### Startwinde
Auf dem Segelfluggelände ist neben einer Winde der Bauart Tost auf einem Magirus-Deutz Sirius-Fahrgestell eine Doppeltrommel-Eigenentwicklung der Akaflieg Berlin stationiert. Diese entstand parallel zur B13 ab Mitte der 1980er Jahre unter Verwendung eines Zehnzylinder-Dieselmotors mit 320 PS (235 kW) von Daimler-Benz.
Montiert ist die 1994 in Betrieb genommene Startwinde auf einem dreiachsigen, allradgetriebenen Tatra 148, der bis 1990 als Flugplatz-Tanklöschfahrzeug der NVA-Luftstreitkräfte genutzt wurde.
2004 wurden die 1000 Meter Stahlseil je Trommel nach Modifikation der Notkappvorrichtung und Einlaufkanäle gegen Kunststoffseile getauscht.

## Flugbetrieb

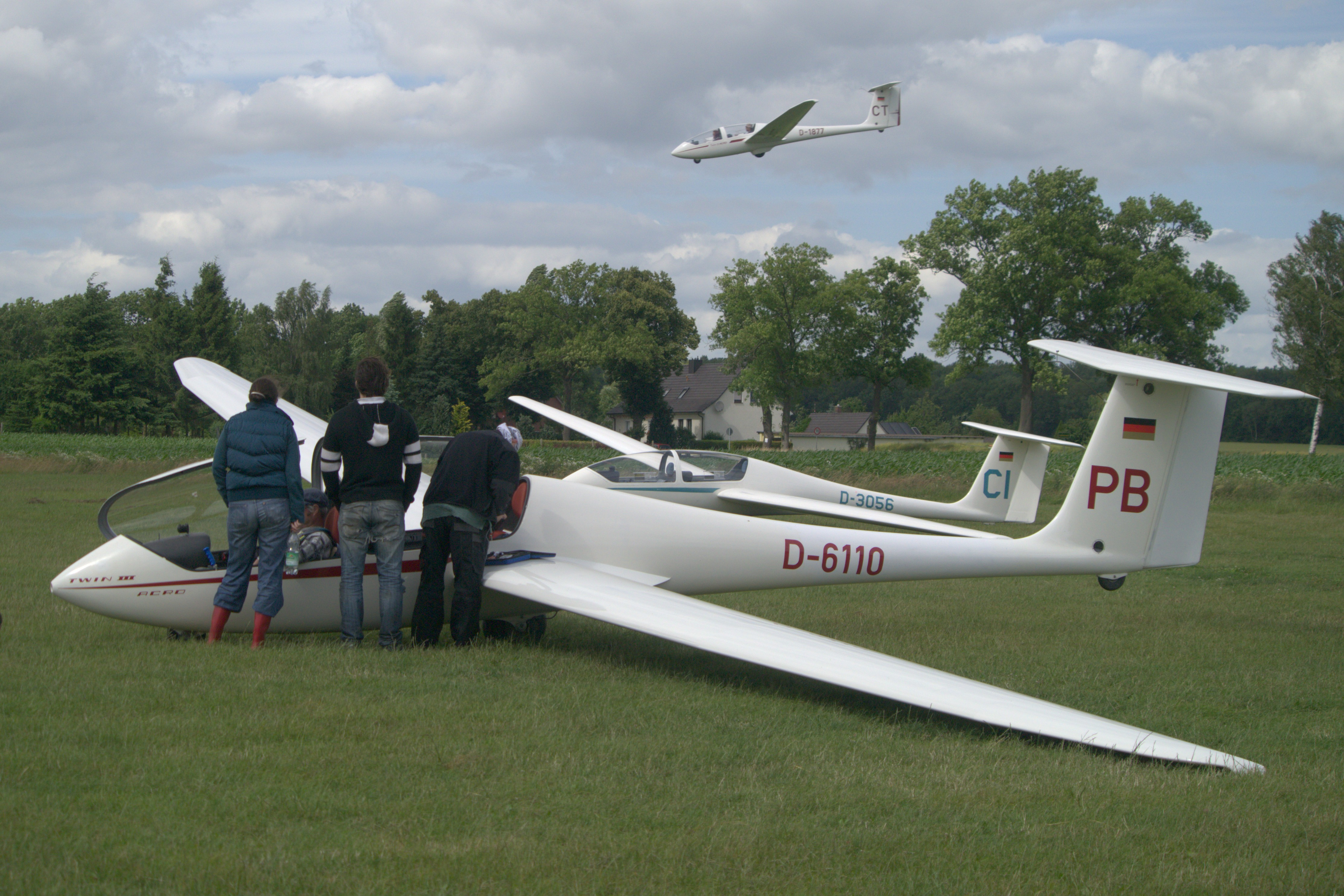
Segelflugausbildung auf doppelsitzigen Grob G103 Twin-III

In der Segelflugsaison von Anfang April bis Ende Oktober findet an den Wochenenden Flugbetrieb statt.

### Flugausbildung
Beide Vereine am Platz kooperieren bei der Ausbildung zum Luftfahrerschein für Segelflugzeugführer (SPL – Sailplane Pilot License oder LAPL(S) – Light Aircraft Pilot License (Sailplanes)) und der zusätzlich Berechtigung für Reisemotorsegler (TMG – Touring Motor Glider). Die Flugausbildung wird auf drei doppelsitzigen Segelflugzeugen Grob G 103, den einsitzigen LS4, Discus, ASW 24 sowie einem Motorsegler SF 25 C absolviert. In Fluglehrerlehrgängen 1994, 1997, 1998 und 2000 wurden in der Mehrzahl Aspiranten aus den Neuen Bundesländern zu Segelfluglehrern ausgebildet. Jeweils im September werden Ausbildungskurse wie der Hertel-Lehrgang angeboten.

### Veranstaltungen
Das Fluggelände ist alle drei Jahre Austragungsort des Schimmelcups – dem Prototypvergleichsfliegen der Akademischen Fliegergruppen. 2001 fand erstmals im Land Brandenburg das Bundesjugendvergleichsfliegen statt. 2013 war die Akademische Fliegervereinigung Ausrichter der zweiten Berliner Segelflugmeisterschaft. Studenten der Technischen Universität Berlin absolvieren in Kammermark ein Flugpraktikum im Segelflug und das Experimentelle Fliegen.

## Geschichte
Nach etwa dreißig Jahren als Gast auf den Flugplätzen Braunschweig-Waggum und „Großes Moor“ bei Ehlershausen suchte die Berliner Akademische Fliegergruppe nach Ende der deutschen Teilung 1989 nach einer näher an Berlin gelegenen Flugmöglichkeit. Bei mehreren Sondierungsfahrten – unter anderem wurde der Flugplatz Stölln/Rhinow besichtigt, auf dem die Berliner Akaflieg zu Beginn der 1920er Jahre geflogen war – konnte sich nirgends mit den Betreibern bestehender Fluggelände auf eine Kooperation geeinigt werden. Im ehemaligen Stadtgut Pritzwalk, zirka 130 Kilometer von Berlin entfernt, wurde schließlich ein Gelände gefunden, das von der Stadtverwaltung bereits für die Anlage eines Flugplatzes vorgesehen war. Am 1. April 1993 wurde ein Pachtvertrag geschlossen und der Rest des Jahres mit der Flugplatzeinrichtung und dem Umzug aus Niedersachsen verbracht. Die Betriebserlaubnis erfolgte am 30. März 1994; der erste Start am 2. April 1994. Von 1996 bis 1998 folgte der Bau einer Motorflughalle, angrenzend an den zur Flugzeughalle umgebauten Schafstall.

## Stationierte Luftfahrzeuge

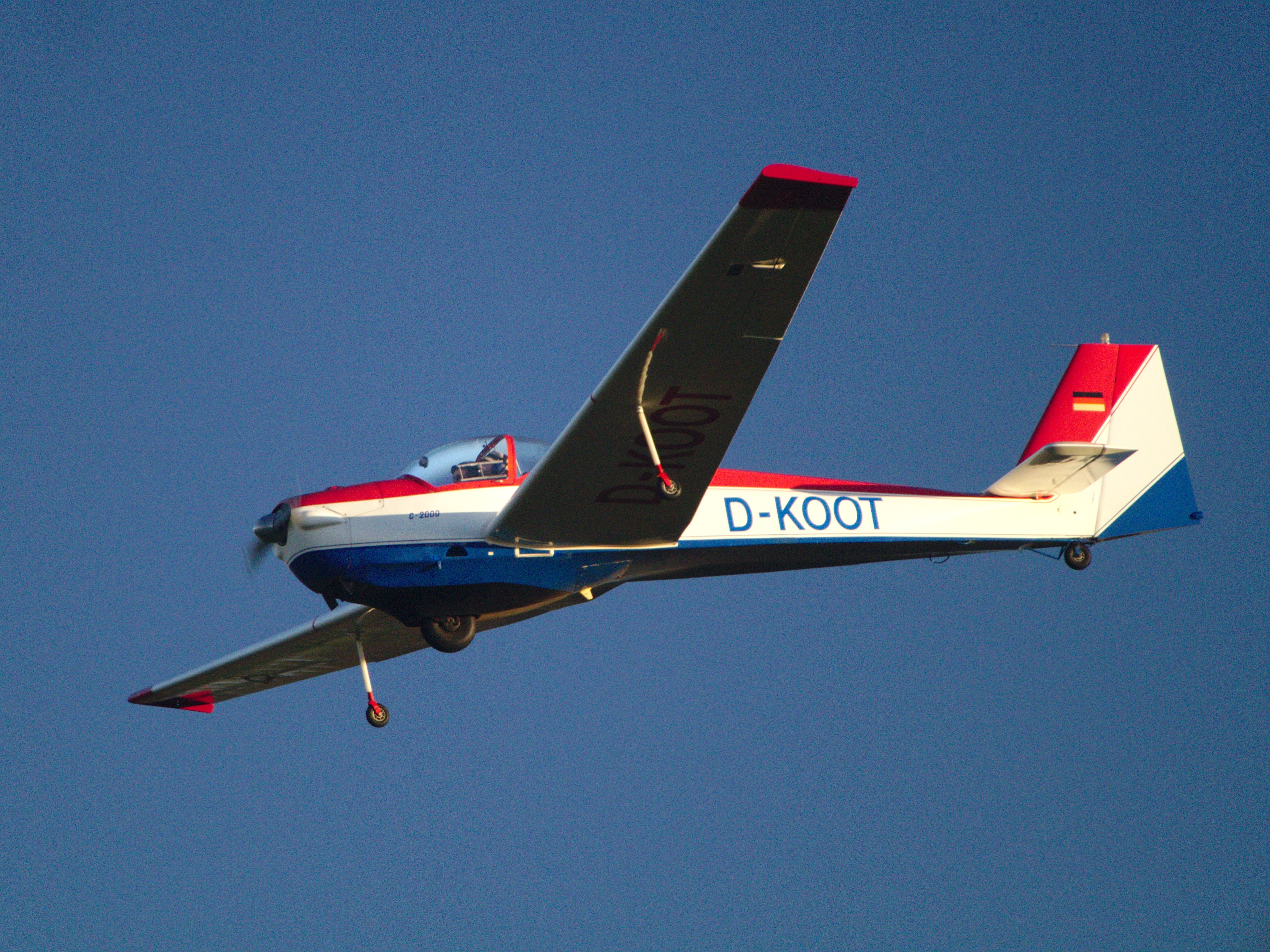
SF 25C Falke bei der Landung

- Akaflieg Berlin B12 und B13 – Doppelsitzer
- Akaflieg Braunschweig SB 5B – Clubklasse
- Eiri Avion PIK-20 Tiu – 15-m-Klasse
- Glasflügel Kestrel
- 3×Grob G 103 (Twin III, 2×Twin II) – Schulungsdoppelsitzer
- PZL Bielsko SZD-30 Pirat – Clubklasse
- 2×LS4-a – Standardklasse
- 2×Scheibe SF 25 Falke (Version B und C)
- 3×Schempp-Hirth Discus (Version b und CS) – Standardklasse
- Schleicher Ka 6 – Clubklasse
- Schleicher ASW 24B – Standardklasse

Quellen: 